# Idioma bereber de Sened
El Idioma Bereber de Sened es una antigua lengua bereber septentrional ya extinta, del grupo de las lenguas zenati orientales, hablada anteriormente en las localidades de Sened, Majoura (Tmagurt), Maïch y Sakket en la Gobernación de Gafsa, en el centro de Túnez, hasta mediados del siglo XX. En 1911 todavía lo hablaba la gran mayoría de los miembros de la comunidad de Sened, pero en 1968 sólo lo hablaban los ancianos. La norma ISO 639-3 y el sitio web Ethnologue lo clasifican como una lengua muerta.

## Historia
En 1911, el erudito Paul Provotelle observó que de los habitantes de la ciudad, unos 6.000 hablantes entre Sened y El-Naceuria, muchos jóvenes ya no sabían hablar la lengua bereber de Sened, o únicamente sabían decir algunas palabras. En el pasado, los pueblos cercanos de Bou-Amram, Sakkat y El Ayacha (Djebel Orbata), Oum el Aleg y Zannouch (Djebel Majourah) también habían sido hablantes de la lengua bereber de Sened. En ese momento, parece que algunos ancianos en Sakkat (Oulad Bou Saâd) y algunas familias en Majourah (Tmagurt) todavía usaban el idioma bereber de Sened. Además de los factores culturales que produjeron la arabización y el proceso de substitución lingüística, cabe recordar los factores naturales, según el informe de Provotelle, una epidemia de tifus entre 1909 y 1910 provocó más de 600 víctimas en Sened y sus alrededores, un porcentaje importante de la población local falleció a causa de la enfermedad. En la década de 1930 (entre 1932 y 1938) André Basset visitó los lugares donde se hablaban las lenguas bereberes en Túnez y publicó un informe en 1950, afirmando que el idioma bereber de Sened todavía se hablaba en Tmagurt, aunque estaba al borde de la extinción. En 1968 Penchoen notó que en la ciudad solo los ancianos bereberes hablaban la lengua bereber de Sened. En 1991, Collins no pudo, en los días que estuvo en la zona, encontrar hablantes para incluir en su investigación académica sobre las lenguas bereberes tunecinas.